# Anna Ancher
Anna Kirstine Brøndum Ancher (născută Brøndum; n. 18 august 1859, Skagen - d. 15 aprilie 1935, Skagen) a fost o pictoriță daneză a impresionismului, asociată cu pictorii din Skagen, o colonie de artiști din partea nordică a Iutlandei, Danemarca. Este considerată a fi unul dintre cei mai mari artiști vizuali din Danemarca.

## Biografie
Anna Kirstine Brøndum s-a născut în Skagen, Danemarca, ca fiica lui Erik Andersen Brøndum (1820-1890) și a Anei Hedvig Møller (1826-1916). Ea a fost singura dintre pictorii din Skagen care s-a născut și a crescut în Skagen, unde tatăl ei deținea hotelul Brøndums. Talentul artistic al Annei Ancher a devenit evident de la o vârstă fragedă și s-a familiarizat cu arta grafică datorita numeroșilor artiști care s-au stabilit să picteze în Skagen, în nordul Iutlandei.
În timp ce a studiat desenul timp de trei ani la Colegiul de pictură Vilhelm Kyhn din Copenhaga și-a dezvoltat propriul stil și a fost pionier în observarea intercalării diferitelor culori în lumina naturală. De asemenea, a studiat desenul la Paris, la atelierul lui Pierre Puvis de Chavannes, împreună cu Marie Triepcke, care se va căsători cu Peder Severin Krøyer, un alt pictor din Skagen. În 1880 s-a căsătorit cu colegul său pictor Michael Ancher, pe care l-a întâlnit în Skagen. Au avut un copil, fiica Helga Ancher. În ciuda presiunilor societății că femeile căsătorite ar trebui să se dedice sarcinilor casnice, ea a continuat să picteze după căsătorie.

## Cariera
Anna Ancher a fost considerată a fi unul dintre marii artiști pictori danezi în virtutea abilităților ei de pictor de personaje. Arta ei își găsește expresia în descoperirea modernă a artei nordice către o imagine mai apropiată de realitate, de ex. în Blue Ane (1882) și Fata în bucătărie (1883-1886).
Ancher a preferat să picteze interioare și teme simple din viața cotidiană a oamenilor din Skagen, în special pescarii, femeile și copiii. A fost extrem de preocupată de explorarea luminii și a culorii, ca în Interior cu Clematis (1913). A creat, de asemenea, compoziții mai complexe, cum ar fi O înmormântare (1891). Lucrările Annei Ancher au reprezentat deseori arta daneză în străinătate. Ea și-a expus lucrările la Palatul de Arte Plastice la World's Columbian Exposition din Chicago, Illinois, din 1893. A primit medalia Ingenio et Arti în 1913 și Tagea Brandt Rejselegat în 1924.

## Reședința

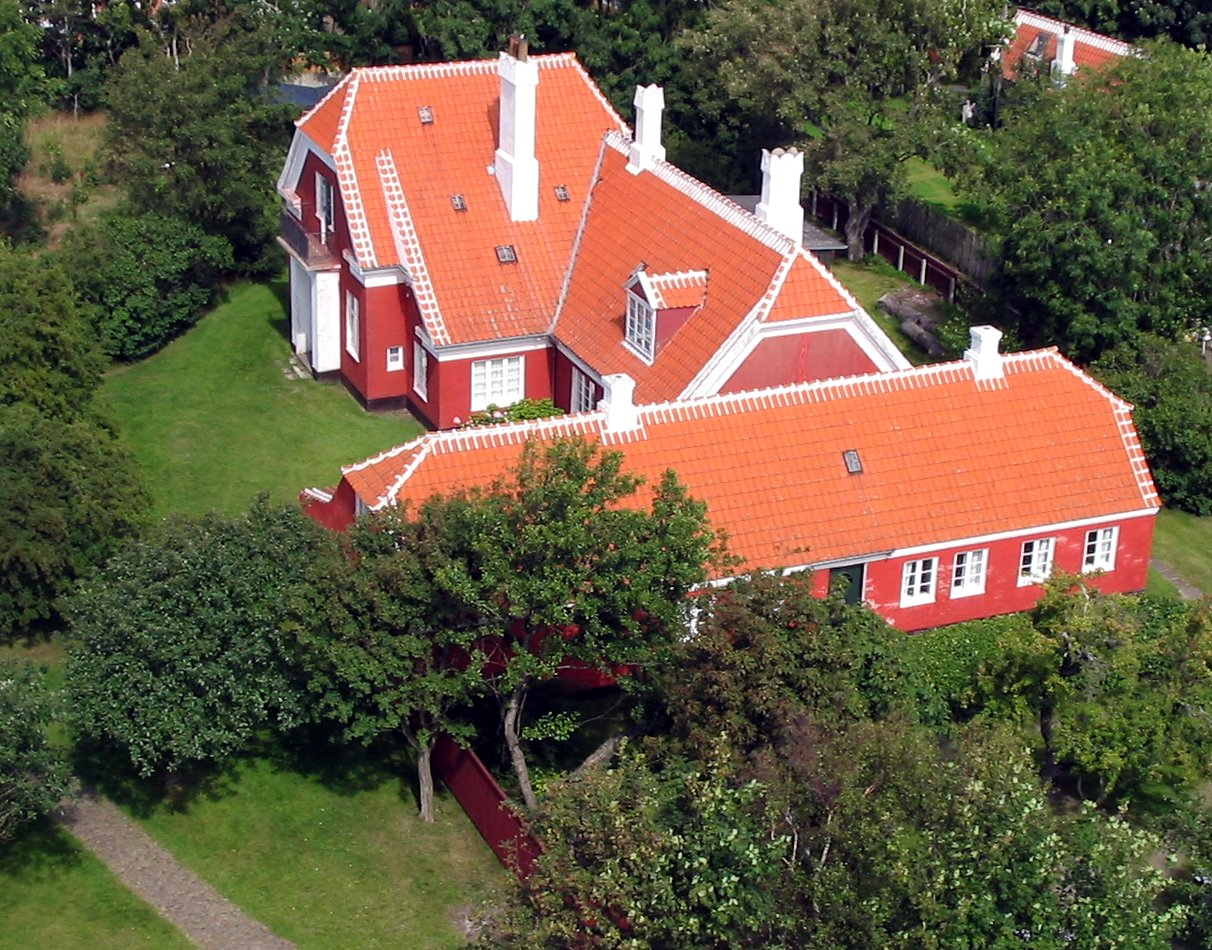
Casa din Skagen a lui Michael și a Annei Ancher

Reședința din Skagen a lui Anne și a lui Michael Ancher a fost achiziționată în 1884. În 1913, la proprietate a fost adăugată o anexă mare de studiouri, care face parte din ceea ce este reședința astăzi. După moartea ei în 1964, fiica lor, Helga, a lăsat casa și tot conținutul ei unei fundații. Fosta reședință a fost restaurată și deschisă ca muzeu și atracție pentru vizitatori.
În 1967, casa lui Michael și a Annei Ancher (Anchers Hus) din Skagen a fost transformată într-un muzeu de către Fundația Helga Ancher înainte ca Anchers Hus să fie deschisă publicului pentru vizite. Mobilierul original și picturile create de soții Ancher și alți artiști din Skagen sunt prezentate în casa și studioul restaurat. Expozițiile de artă sunt aranjate în Casa Saxild (Saxilds Gaard), o altă clădire a proprietății și cuprinde expoziții de picturi ale lui Michael și a Annei Ancher, precum și ale altor pictori din Skagen care erau în cercul de prieteni.

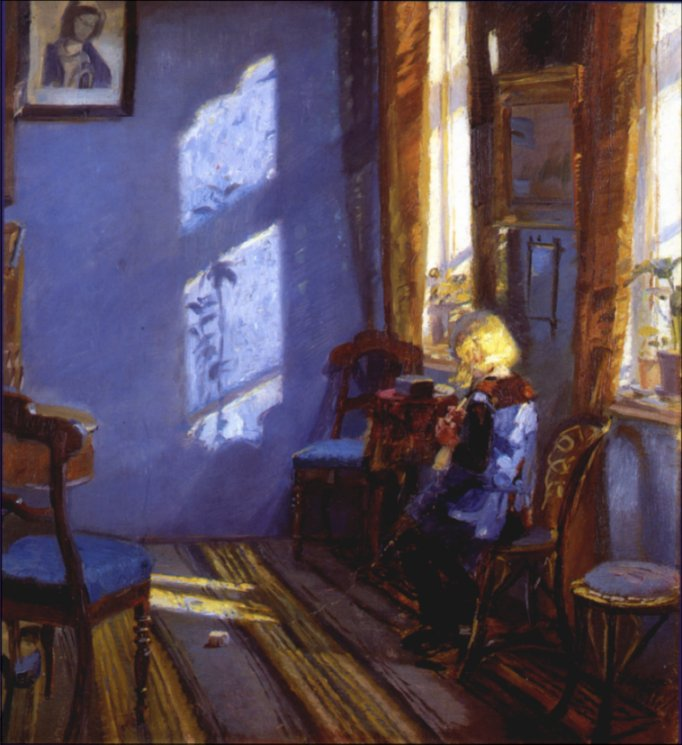
Lumina soarelui în camera albastră (Helga Ancher în camera bunicii), 1891
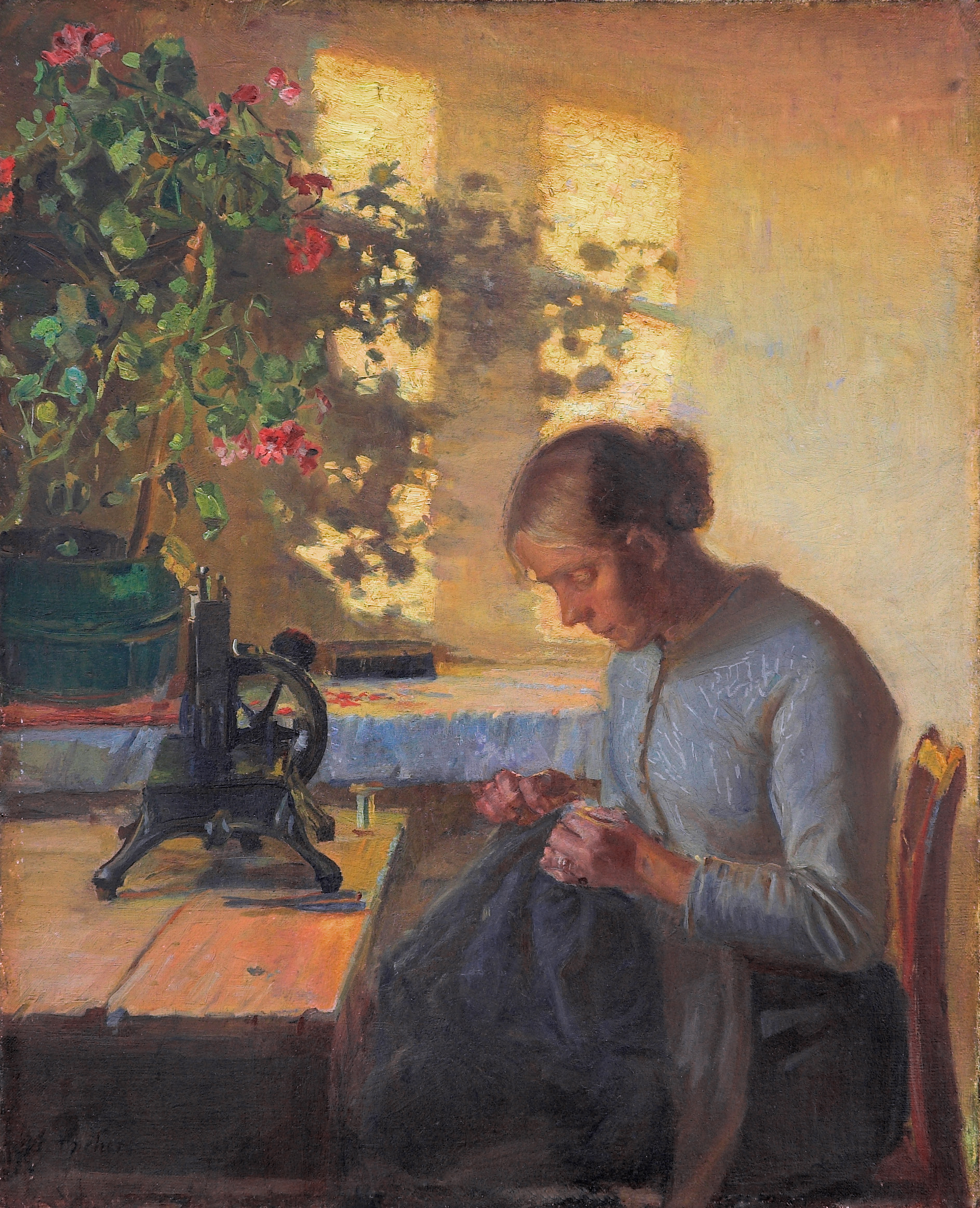
Soția pescarului cosând, 1890
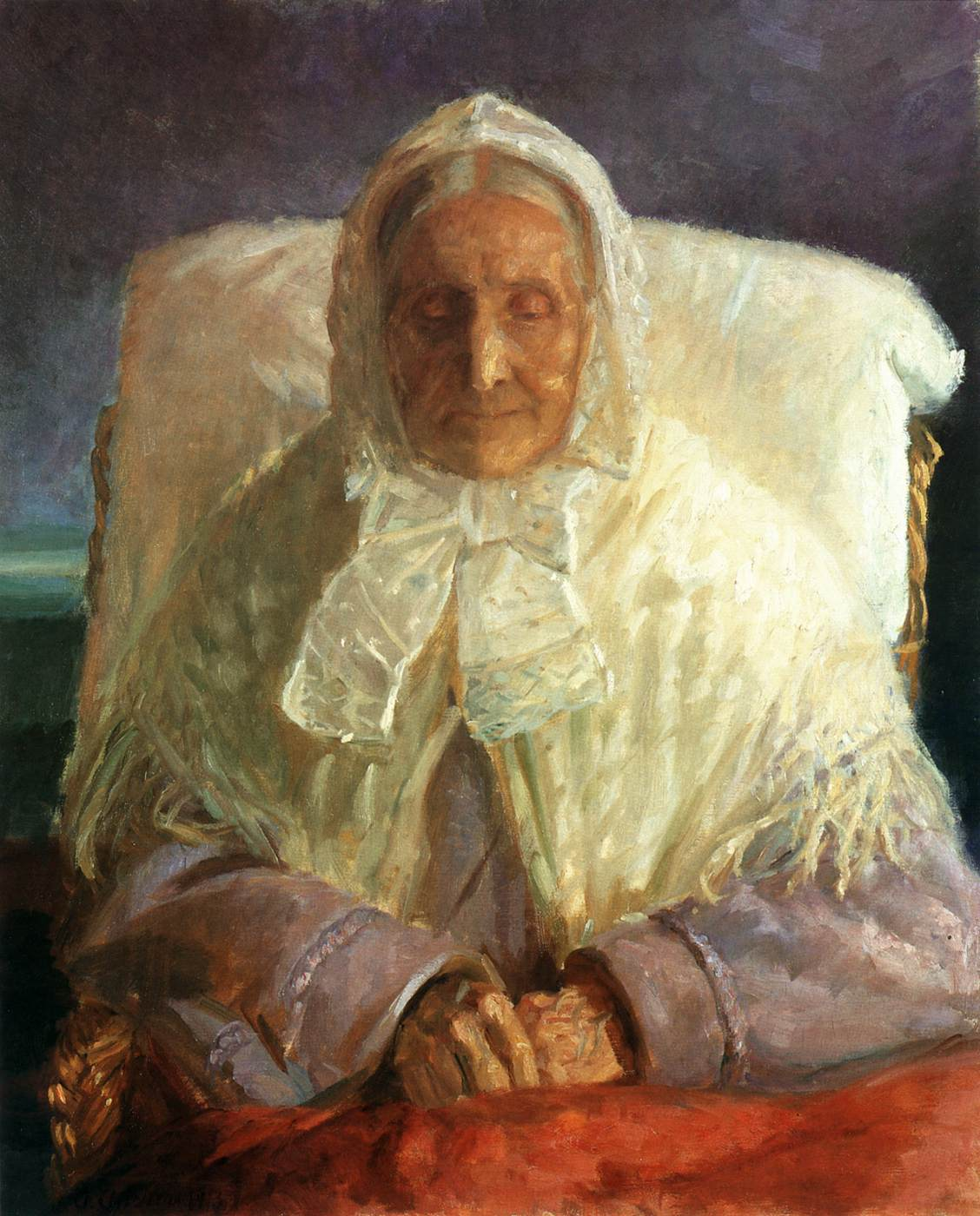
Ane Hedvig Brøndum, mama artistei, 1913